# Théry Schir
Théry Schir (* 18. Februar 1993 in Lausanne) ist ein ehemaliger Schweizer Radrennfahrer, der hauptsächlich auf der Bahn aktiv war.

## Sportliche Laufbahn
2011 wurde Théry Schir Junioren-Europameister gemeinsam mit Stefan Küng im Zweier-Mannschaftsfahren; im selben Jahr wurde er Schweizer Meister in der Mannschaftsverfolgung, gemeinsam mit Olivier Beer, Damien Corthésy und Cyrille Thièry. Im Jahr darauf wurde er nationaler Meister im Zweier-Mannschaftsfahren, gemeinsam mit Thièry. 2013 gewann er beim Grand Prix Velodromes Romands im World Cycling Centre in Aigle sowohl das Punktefahren wie den Scratch.
2016 wurde Schir für die Teilnahme an den Olympischen Spielen in Rio de Janeiro nominiert, wo er mit Olivier Beer, Cyrille Thièry und Silvan Dillier Rang sieben in der Mannschaftsverfolgung belegte. 2018 wurde er gemeinsam mit Cyrille Thièry, Frank Pasche, Stefan Bissegger und Claudio Imhof in Glasgow Vize-Europameister in der Mannschaftsverfolgung.
Bei den Europaspielen 2019 in Minsk errang Schir zwei Medaillen: Silber im Omnium sowie Bronze in der Mannschaftsverfolgung (mit Robin Froidevaux, Lukas Rüegg und Claudio Imhof). Im Strassenrennen belegte er den elften Rang. Ende 2021 beendete er seine Radsportlaufbahn.

## Segelsport
Im Juni 2022 wurde Théry Schir als einer von den 14 Seglern vorgestellt, die die Mannschaft der Alinghi zur Teilnahme am America’s Cup 2024 bilden sollen. Er soll als Grinder fungieren.

## Auszeichnungen
- Mitglied der Schweizer «Radsport-Mannschaft des Jahres» (2014), gemeinsam mit Stefan Küng, Frank Pasche, Loïc Perizzolo und Cyrille Thièry

## Erfolge

### Bahn
2011
- Schweizer Meister – Mannschaftsverfolgung mit Olivier Beer, Damien Corthésy und Cyrille Thièry
- Junioren-Europameister – Madison mit Stefan Küng
- Junioren-Europameisterschaft – Punktefahren

2012
- Schweizer Meister – Madison mit Cyrille Thièry
- U23-Europameisterschaft – Mannschaftsverfolgung mit Silvan Dillier, Jan Keller und Cyrille Thièry, Scratch

2013
- U23-Europameister – Mannschaftsverfolgung mit Tom Bohli, Stefan Küng und Frank Pasche
- U23-Europameisterschaft – Punktefahren, Madison mit Stefan Küng

2014
- Schweizer Meister – Omnium
- Weltmeisterschaft – Madison mit Stefan Küng
- U23-Europameister – Mannschaftsverfolgung mit Tom Bohli, Stefan Küng und Frank Pasche

2015
- Schweizer Meister – Omnium

2018
- Europameisterschaft – Mannschaftsverfolgung (mit Cyrille Thièry, Frank Pasche, Stefan Bissegger und Claudio Imhof)
- Schweizer Meister – Punktefahren, Scratch

2019
- Europaspiele – Omnium
- Europaspiele – Mannschaftsverfolgung (mit Robin Froidevaux, Lukas Rüegg und Claudio Imhof)
- Schweizer Meister – Punktefahren, Scratch, Zweier-Mannschaftsfahren (mit Robin Froidevaux)

2020
- Schweizer Meister – Zweier-Mannschaftsfahren (mit Robin Froidevaux)

2021
- Schweizer Meister – Omnium, Zweier-Mannschaftsfahren (mit Robin Froidevaux)

### Strasse
2014
- Schweizer Meister – Einzelzeitfahren (U23)